# Jakob van Schevichaven
Jakob van Schevichaven (Sneek, 20 juni 1866 - Den Haag, 20 mei 1935) was de eerste professionele Nederlandse detectiveschrijver. Hij werd bekend onder het op zijn initialen gebaseerde pseudoniem Ivans ('J-van-S' werd 'Ivans').

## Leven en werk
Van Schevichaven werd geboren als enig kind van Samuel Reinier Johan van Schevichaven en Martina Margaretha Paulina Maria Mellink. In november 1867 verhuisde het gezin naar Amsterdam, waar de vader natuurkundeleraar werd aan het Barlaeus Gymnasium. Zijn moeder overleed in 1879. Vader Van Schevichaven behoorde een jaar later tot de oprichters van de Algemeene Maatschappij van Levensverzekering en Lijfrente, meestal verzekeringsmaatschappij De Algemeene genoemd.
Van Schevichaven zou bij De Algemeene gaan werken en ging daarom na de Openbare Handelsschool in 1884 rechten studeren aan de Universiteit van Amsterdam. Hij was bestuurslid van het Amsterdamsch Studenten Corps. Hij studeerde begin 1888 af en promoveerde in datzelfde jaar op Wettelijk karakter van het contract van levensverzekering.
Hij werkte als directeur bij De Algemeene en debuteerde in 1894 met het toneelstuk Een Hongaarsch duel. Er volgden meer toneelstukken. De verzekeringsmaatschappij raakte door de Eerste Wereldoorlog en de Russische Revolutie in grote moeilijkheden en ging uiteindelijk in 1921 failliet. Daarop werd het schrijven, dat eerst alleen liefhebberij was, zijn professionele activiteit.
Toen hij vastliep met het toneelstuk De man uit Frankrijk, besloot hij er een roman van te maken, waarin de hoofdrol was weggelegd voor Geoffrey Gill (G.G.). Onder het pseudoniem Ivans schreef hij 44 detectiveromans in 5 series met in de hoofdrol Geoffrey Gill (G.G. serie), May O'Neill (May serie) en Gerard van Panhuis (Dennenberg serie). Daarnaast schreef hij 10 zelfstandige detectiveromans, 3 historische romans, 4 jongensboeken en twee verhalenbundels, waarvan de meeste ook duidelijke detective-elementen bevatten. Vrijwel alle romans zijn in de ik-vorm geschreven. Curieus is Verborgen angels uit 1930, een geëngageerde thriller over een fictieve coup die zich in 1936 (!) in Suriname afspeelt. Zijn verhalen waren vooral voor de Tweede Wereldoorlog populair. Veel verhalen uit de eerste serie (t/m 1922) werden ook vertaald. Hij schreef deels onder zijn eigen naam en deels als 'Ivans'.
Vele romans werden geïllustreerd door diverse kunstenaars: Hans Borrebach, Frans van Noorden, Isidore van Mens, Pol Dom, H. Giesen, Albert Hahn jr., Wam Heskes, Johan Kesler, Pitt, Johan Prijs en Karel van Seben.
Omstreeks 1965 bracht Bruna in de Zwarte Beertjes een herdruk uit van De Man uit Frankrijk, gevolgd door heruitgaven tussen 1973 en 1980 van 14 van de verhalen uit de eerste en tweede GG-reeks, in door Edith Visser ingekorte en bewerkte vorm. Hiermee werd beoogd ze toegankelijker te maken voor jongere lezers, maar ook deze uitgaven raakten uiteindelijk in de vergetelheid.
Van Schevichaven was tweemaal gehuwd. Uit zijn eerste huwelijk (ontbonden in 1914) had hij twee dochters en een op vijfjarige leeftijd overleden zoon. Uit zijn tweede huwelijk kreeg Van Schevichaven nog een dochter. Hij overleed op 68-jarige leeftijd te Den Haag en werd aldaar begraven op begraafplaats Oud Eik en Duinen. Zijn dood maakte de weg vrij voor Hans van der Kallen, wiens manuscripten tot dan vaak waren afgewezen, en die op vergelijkbare wijze het pseudoniem 'Havank' construeerde.

## Film
De man op den achtergrond (1918) werd in 1922 verfilmd. De film was Duits-Nederlandse coproductie van de Odij Film Onderneming van hoofdrolspeler Eduard Odij en Filmindustrie und Handels A.G. uit Berlijn. De Nederlandse première was op 8 september 1922. In Duitsland werd de film uitgebracht als Der Mann im Hintergrund, na een stevige strijd met de Duitse filmcensuur wegens de wijze waarop in de film aandacht werd besteed aan hypnose. Van Schevichaven woonde de opnamen in Duitsland bij en schreef hierover het kinderboek Jan Brummel’s leertijd; een boek voor jongens (1923).

## Trivia
In de detectiveromans over Geoffrey Gill en zijn intelligente maar wat naïeve helper Mr Willem Hendriks dringt de vergelijking met Sherlock Holmes en Dr. Watson door Conan Doyle - tijdgenoot van Ivans - zich sterk op, en in Het Spook van Vöröshegy noemt Jan Feith Sherlock Holmes zelfs in zijn lovende voorwoord bij het boek. Ironisch genoeg komt Sherlock Holmes in geen enkele tekst van Van Schevichaven voor. De enige verwijzing naar een detective is te vinden in Geheime Dienst, dat begint met een flesdocument zoals dat ook de aftrap vormt van de avonturen in De Kinderen van Kapitein Grant van Jules Verne, die bij die gelegenheid passend in het zonnetje wordt gezet. In dit boek vormt overigens het flesdocument slechts een aanloopje naar een veel ingewikkelder geheimschrift, dat wordt ontcijferd op een manier waarbij de beroemde verhalen De Gouden Scarabee van Poe en De Dansende Mannetjes van Conan Doyle maar pover afsteken.
In nagenoeg alle losse romans ontmoet de hoofdpersoon zijn bruid, met wie hij lang en gelukkig gaat leven.
Voor de omslag van het Zwarte Beertje De Man uit Frankrijk werd een illustratie uit De Dissonant gebruikt.

#### Onder eigen naam
- Wettelijk karakter van het contract van levensverzekering (1888; proefschrift).
- Een Hongaarsch duel (1894; toneelstuk)
- Van Leven en Sterven; het Verleden en Heden der Levensverzekering (1896)
- Piet’s groote reis; een jongensboek (1920) (niet in de ik-vorm)
- De toren van Beukenhorst; een boek voor jongens (1922) (niet in de ik-vorm)
- Jan Brummel’s leertijd; een boek voor jongens (1923) (niet in de ik-vorm)
- De lobbes (1924) (niet in de ik-vorm)

#### Onder pseudoniem Ivans (G = G.G.-series, M = May-serie, D = Dennenberg-serie, Z = zelfstandige verhalen, H = heruitgegeven als Zwarte Beertje)
- De man uit Frankrijk (1917) G1-1, H
- Het spook van Vöröshegy (1917) G1-2, H
- De medeplichtigen (1918) G1-3, H
- De man op den achtergrond (1918) G1-4 H
- Het verloren spoor (1918) G1-5, H
- Aan den rand van het bosch (1919) G1-6
- Het verre koninkrijk (1919) Z
- Juffrouw Mientje (1920) Z, verhalenbundel
- De schaduw (1920) G1-7, H
- Het spinneweb (1920) G1-8, H
- De ijskoningin (1921) G1-9
- De dubbelganger (1921) G1-10, H
- De eerste schreden (1922) (bundel van twee verhalen, niet in de ik-vorm) G1-11
- De donkere poort (1922) G1-12
- Het verloren kruis (1923) M-1 (niet in de ik-vorm)
- De gebroken brug (1923) M-2
- Jakhalzen (1924) M-3 (niet in de ik-vorm)
- De roode gravin (1924) M-4
- Onze groote onbekende M-5 (1925)
- De vlammende pyramide (1925) Z
- Het bosch der gestorvenen (1925) Z
- Het geheim van den koepel (1925) M-6/ G2-1, H
- Geheime dienst (1926) G2-2, H
- De boschgeest (1926) G2-3, H
- De dissonant (1927) G2-4
- De dwerg van Stockton Court (1927) G2-5, H
- De roode haan (1927) Z, niet in de ik-vorm
- Als de tomahawk dreigt (1927) Z
- De duivelskunstenaar (1928) Z, verhalenbundel, niet in de ik-vorm
- Zijne excellentie (1928) G2-6
- Het zwijgen van Signora Giacomini (1928) G2-7, H
- Het Brockenspook (1928) G2-8, H
- De landlooper (1929) Z jeugddetective, niet in de ik-vorm
- Mystificaties (1929) G2-9
- Het landhuis van mevrouw Kortland (1929) G2-10, H
- Dubbel spel (1930) Z, niet in de ik-vorm
- Het masker (1930), G2-11, niet in de ik-vorm
- Lichten op de kust (1930) G2-12
- Verborgen angels (1930) Z
- Slinksche wegen (1930) Z
- De heer van den Dennenberg (1931) D-1
- Het haviksnest (1931) D-2
- De stad van de misdaad (1931) D-3
- Geesten uit het verleden (1932) D-4
- De waterval (1932) D-5
- Avonturiers (1932) D-6
- Een man zonder toekomst (1932) Z
- De onzichtbaren (1933) G3-1
- Waldfriede (1933) G3-2
- De andere (1933) G3-3
- Woonwagens (1934) Z, niet in de ik-vorm
- De uitgestrekte hand (1934) G3-4
- De spookkamer van Cahernane Abbey (1934) G3-5
- De gele auto (1935) G3-6
- De vluchteling (1935) Z
- De dame in het zwart (1935) G3-7
- Mijn geheimzinnige bruid (1935) Z
- Anoniem (1936) G3-8
- De meisjes Ondry (1936) G3-9